# Campionato europeo maschile di pallacanestro 2001
Il 32º Campionato Europeo Maschile di Pallacanestro FIBA (noto anche come FIBA EuroBasket 2001) si è tenuto dal 31 agosto al 9 settembre 2001 in Turchia.
I Campionati europei maschili di pallacanestro sono una manifestazione biennale tra le squadre nazionali organizzato dalla FIBA Europe.

## Squadre partecipanti
La prima di ogni girone si qualifica automaticamente per i quarti di finale. La seconda e terza di ogni girone si affronteranno in un turno preliminare per definire le quattro sfidanti per i quarti di finale.
La composizione dei gironi è stata la seguente:
| Gruppo A | Gruppo B | Gruppo C   | Gruppo D             |
| -------- | -------- | ---------- | -------------------- |
| Francia  | Spagna   | Croazia    | Bosnia ed Erzegovina |
| Israele  | Lettonia | Estonia    | Italia               |
| Lituania | Slovenia | Germania   | Grecia               |
| Ucraina  | Turchia  | Jugoslavia | Russia               |

## Sedi delle partite
| Mappa    | Foto | Città    | Impianto            | Capacità | Fase                                    |
| -------- | ---- | -------- | ------------------- | -------- | --------------------------------------- |
| Ankara   |      | Ankara   | ASKI Sport Hall     | 6.000    | Gruppi A e B Qualificazione fase finale |
| Antalya  |      | Antalya  | Antalya Expo Center | 3.800    | Gruppi C e D                            |
| Istanbul |      | Istanbul | Abdi İpekçi Arena   | 12.270   | Fase ad eliminazione diretta            |

## Gironi di qualificazione

### Gruppo A
| Pos | Squadra  | G | V | P | PF  | PS  | DP  | Pt | Qualificazione                        |
| --- | -------- | - | - | - | --- | --- | --- | -- | ------------------------------------- |
| 1   | Francia  | 3 | 2 | 1 | 239 | 225 | +14 | 5  | Ammessa ai quarti di finale           |
| 2   | Lituania | 3 | 2 | 1 | 215 | 195 | +20 | 5  | Qualificazione per i quarti di finale |
| 3   | Israele  | 3 | 1 | 2 | 218 | 210 | +8  | 4  | Qualificazione per i quarti di finale |
| 4   | Ucraina  | 3 | 1 | 2 | 214 | 256 | −42 | 4  |                                       |

1. 1 2  Francia-Lituania 76-65
2. 1 2  Ucraina-Israele 65-88

| Arbitri: | Philippe Leemann Aleksander Gorshkov |

|                                |            |                  |
| Chrjapa, Lebediev, Okunskyy 13 | Punti      | 16 Šiškauskas    |
| Ievstratenko, Chrjapa 3        | Assist     | 6 Jasikevičius   |
| Okunskyy 15                    | Rimbalzi   | 7 Einikis        |
| Hennadij Zaščuk                | Allenatori | Jonas Kazlauskas |

| Arbitri: | Carl Jungebrand Danko Radić |

|               |            |             |
| Tapiro 21     | Punti      | 18 Foirest  |
| Tapiro 7      | Assist     | 5 Foirest   |
| Tapiro 12     | Rimbalzi   | 10 Sciarra  |
| Muli Katzurin | Allenatori | Alain Weisz |

| Arbitri: | Efim Resser Ademir Zurapovic |

|             |            |                       |
| Palmer 18   | Punti      | 28 Okunskyy           |
| Sciarra 1   | Assist     | 3 Korablov, Rayevskyy |
| Palmer 10   | Rimbalzi   | 6 Korablov, Okunskyy  |
| Alain Weisz | Allenatori | Hennadij Zaščuk       |

| Arbitri: | Gennaro Colucci Ilija Belošević |

|                  |            |                    |
| Timinskas 15     | Punti      | 12 Sharp, Turgeman |
| Jasikevičius 4   | Assist     | 3 Lubin            |
| Timinskas 7      | Rimbalzi   | 11 Green           |
| Jonas Kazlauskas | Allenatori | Muli Katzurin      |

| Arbitri: | Dubravko Muhvić Atso Matsalu |

|                 |            |               |
| Ryzhov 16       | Punti      | 19 Saffar     |
| Rayevskyy 2     | Assist     | 5 Tapiro      |
| Okunskyy 6      | Rimbalzi   | 9 Green       |
| Hennadij Zaščuk | Allenatori | Muli Katzurin |

| Arbitri: | Nikolaos Pitsilkas Carl Jungebrand |

|             |            |                        |
| Risacher 18 | Punti      | 13 Šiškauskas          |
| Sciarra 7   | Assist     | 3 Jasikevičius         |
| Sciarra 8   | Rimbalzi   | 5 Timinskas, Žukauskas |
| Alain Weisz | Allenatori | Jonas Kazlauskas       |

### Gruppo B
| Pos | Squadra     | G | V | P | PF  | PS  | DP  | Pt | Qualificazione                        |
| --- | ----------- | - | - | - | --- | --- | --- | -- | ------------------------------------- |
| 1   | Turchia (H) | 3 | 2 | 1 | 226 | 232 | −6  | 5  | Ammessa ai quarti di finale           |
| 2   | Spagna      | 3 | 2 | 1 | 270 | 222 | +48 | 5  | Qualificazione per i quarti di finale |
| 3   | Lettonia    | 3 | 1 | 2 | 258 | 284 | −26 | 4  | Qualificazione per i quarti di finale |
| 4   | Slovenia    | 3 | 1 | 2 | 225 | 241 | −16 | 4  |                                       |

1. 1 2  Spagna-Turchia 79-84
2. 1 2  Lettonia-Slovenia 99-93 (dts)

| Arbitri: | Gennaro Colucci Ilija Belošević |

|                  |            |            |
| Bagatskis 21     | Punti      | 20 Kutluay |
| Miglinieks 7     | Assist     | 5 Türkcan  |
| Kambala 11       | Rimbalzi   | 9 Türkcan  |
| Armands Krauliņš | Allenatori | Aydın Örs  |

| Arbitri: | Nikolaos Pitsilkas Efim Resser |

|                     |            |                |
| Udrih 12            | Punti      | 17 Paraíso     |
| McDonald 4          | Assist     | 4 Angulo       |
| Nesterovič, Udrih 4 | Rimbalzi   | 9 Gasol        |
| Boris Zrinski       | Allenatori | Javier Imbroda |

| Arbitri: | Carl Jungebrand Danko Radić |

|            |            |                    |
| Kutluay 19 | Punti      | 20 Nesterovič      |
| Türkoğlu 3 | Assist     | 4 Bečirovič, Milič |
| Beşok 12   | Rimbalzi   | 11 Nesterovič      |
| Aydın Örs  | Allenatori | Boris Zrinski      |

| Arbitri: | Aleksander Gorshkov Atso Matsalu |

|                |            |                      |
| Paraíso 16     | Punti      | 20 Helmanis          |
| Navarro 9      | Assist     | 7 Miglinieks         |
| Gasol 9        | Rimbalzi   | 6 Bagatskis, Kambala |
| Javier Imbroda | Allenatori | Armands Krauliņš     |

| Arbitri: | Philippe Leemann Ademir Zurapović |

|                      |            |                                  |
| Kambala 24           | Punti      | 19 Bečirovič, Gorenc, Nesterovič |
| Miglinieks 12        | Assist     | 6 Bečirovič                      |
| Bagatskis, Kambala 9 | Rimbalzi   | 12 Nesterovič                    |
| Armands Krauliņš     | Allenatori | Boris Zrinski                    |

| Arbitri: | Efim Resser Gennaro Colucci |

|                |            |            |
| Navarro 24     | Punti      | 35 Kutluay |
| López 4        | Assist     | 3 Ene      |
| Gasol 10       | Rimbalzi   | 10 Beşok   |
| Javier Imbroda | Allenatori | Aydın Örs  |

### Gruppo C
| Pos | Squadra    | G | V | P | PF  | PS  | DP  | Pt | Qualificazione                        |
| --- | ---------- | - | - | - | --- | --- | --- | -- | ------------------------------------- |
| 1   | Jugoslavia | 3 | 3 | 0 | 279 | 197 | +82 | 6  | Ammessa ai quarti di finale           |
| 2   | Germania   | 3 | 2 | 1 | 263 | 245 | +18 | 5  | Qualificazione per i quarti di finale |
| 3   | Croazia    | 3 | 1 | 2 | 235 | 247 | −12 | 4  | Qualificazione per i quarti di finale |
| 4   | Estonia    | 3 | 0 | 3 | 198 | 286 | −88 | 3  |                                       |

| Arbitri: | Eduardo Sancha Moise Bitton |

|                      |            |                 |
| Müürsepp 15          | Punti      | 33 Nowitzki     |
| Pärn, Tein 3         | Assist     | 3 Demirel       |
| Müürsepp, Noormets 5 | Rimbalzi   | 12 Nowitzki     |
| Üllar Kerde          | Allenatori | Henrik Dettmann |

| Arbitri: | Romualdas Brazauskas Petr Sudek |

|                |            |                 |
| Kovačić 19     | Punti      | 21 Stojaković   |
| Mulaomerović 5 | Assist     | 4 Jarić         |
| Kovačić 8      | Rimbalzi   | 9 Tarlać        |
| Aza Petrović   | Allenatori | Svetislav Pešić |

| Arbitri: | Kamen Toshev Borys Shulga |

|                 |            |                       |
| Stojaković 21   | Punti      | 16 Müürsepp           |
| Obradović 5     | Assist     | 3 Kriisa, Pehka, Tein |
| Tarlać 9        | Rimbalzi   | 9 Metstak             |
| Svetislav Pešić | Allenatori | Üllar Kerde           |

| Arbitri: | Pascal Dorizon Murat Biricik |

|                      |            |                                |
| Nowitzki 31          | Punti      | 23 Mulaomerović                |
| Demirel, Pešić 3     | Assist     | 3 Giriček, Mulaomerović, Sesar |
| Femerling, Okulaja 4 | Rimbalzi   | 10 Kovačić                     |
| Henrik Dettmann      | Allenatori | Aza Petrović                   |

| Arbitri: | Eduardo Sancha Moise Bitton |

|             |            |                         |
| Müürsepp 24 | Punti      | 21 Giriček              |
| Pehka 4     | Assist     | 3 Giriček, Mulaomerović |
| Müürsepp 8  | Rimbalzi   | 8 Giriček               |
| Üllar Kerde | Allenatori | Aza Petrović            |

| Arbitri: | Romualdas Brazauskas Petr Sudek |

|                 |            |                 |
| Stojaković 22   | Punti      | 18 Okulaja      |
| Jarić 4         | Assist     | 4 Okulaja       |
| Drobnjak 6      | Rimbalzi   | 8 Okulaja       |
| Svetislav Pešić | Allenatori | Henrik Dettmann |

### Gruppo D
| Pos | Squadra              | G | V | P | PF  | PS  | DP  | Pt | Qualificazione                        |
| --- | -------------------- | - | - | - | --- | --- | --- | -- | ------------------------------------- |
| 1   | Russia               | 3 | 2 | 1 | 247 | 208 | +39 | 5  | Ammessa ai quarti di finale           |
| 2   | Italia               | 3 | 2 | 1 | 242 | 207 | +35 | 5  | Qualificazione per i quarti di finale |
| 3   | Grecia               | 3 | 2 | 1 | 265 | 265 | 0   | 5  | Qualificazione per i quarti di finale |
| 4   | Bosnia ed Erzegovina | 3 | 0 | 3 | 206 | 280 | −74 | 3  |                                       |

1. 1 2 3  Tie-break: Russia +19  - Italia  +5  - Grecia  -24

| Arbitri: | Kamen Toshev Murat Biricik |

|                           |            |                  |
| Marković 12               | Punti      | 26 Kirilenko     |
| 3 Krasić, Marković, Mršić | Assist     | 6 E. Pašutin     |
| Mujezinović, Ovčina 6     | Rimbalzi   | 9 Bašminov       |
| Sabit Hadžić              | Allenatori | Stanislav Erëmin |

| Arbitri: | Iztok Rems Pascal Dorizon |

|                    |            |               |
| Rentzias 22        | Punti      | 21 Fučka      |
| Sigalas 8          | Assist     | 7 Meneghin    |
| Kakiouzīs 4        | Rimbalzi   | 5 Fučka       |
| Kōstas Petropoulos | Allenatori | Dino Meneghin |

| Arbitri: | Romualdas Brazauskas Juris Kokainis |

|               |            |                |
| Chiacig 15    | Punti      | 17 Mujezinović |
| Basile 6      | Assist     | 3 Firić, Mršić |
| Fučka 7       | Rimbalzi   | 6 Mujezinović  |
| Dino Meneghin | Allenatori | Sabit Hadžić   |

| Arbitri: | Eduardo Sancha Petr Sudek |

|                  |            |                    |
| Čikalkin 27      | Punti      | 20 Alvertīs        |
| Panov 7          | Assist     | 5 Papaloukas       |
| Panov 11         | Rimbalzi   | 5 Fōtsīs           |
| Stanislav Erëmin | Allenatori | Kōstas Petropoulos |

| Arbitri: | Iztok Rems Murat Biricik |

|               |            |                  |
| Fučka 18      | Punti      | 16 Kirilenko     |
| Meneghin 6    | Assist     | 6 E. Pašutin     |
| Fučka 10      | Rimbalzi   | 10 Kirilenko     |
| Dino Meneghin | Allenatori | Stanislav Erëmin |

| Arbitri: | Pascal Dorizon Borys Shulga |

|                      |            |                    |
| Mršić 21             | Punti      | 23 Alvertīs        |
| Mršić 4              | Assist     | 7 Papaloukas       |
| Lerić, Mujezinović 6 | Rimbalzi   | 7 Fōtsīs           |
| Sabit Hadžić         | Allenatori | Kōstas Petropoulos |

## Qualificazione ai quarti di finale
| Arbitri: | Efim Resser Ilija Belošević |

|                  |            |                          |
| Timinskas 15     | Punti      | 25 Bagatskis             |
| Jasikevičius 6   | Assist     | 5 Miglinieks, Štelmahers |
| Timinskas 8      | Rimbalzi   | 11 Kambala               |
| Jonas Kazlauskas | Allenatori | Armands Krauliņš         |

| Arbitri: | Nikolaos Pitsilkas Philippe Leemann |

|                |            |               |
| A. Reyes 16    | Punti      | 15 Turgeman   |
| Navarro 5      | Assist     | 2 Turgeman    |
| A. Reyes 11    | Rimbalzi   | 7 Green       |
| Javier Imbroda | Allenatori | Muli Katzurin |

| Arbitri: | Romualdas Brazauskas Pascal Dorizon |

|               |            |                |
| Pecile 15     | Punti      | 14 Mršić       |
| Righetti 3    | Assist     | 3 Mulaomerović |
| Chiacig 9     | Rimbalzi   | 12 Tabak       |
| Dino Meneghin | Allenatori | Aza Petrović   |

| Arbitri: | Iztok Rems Eduardo Sancha |

|                 |            |                    |
| Nowitzki 25     | Punti      | 23 Sigalas         |
| Garris 4        | Assist     | 7 Papaloukas       |
| Nowitzki 15     | Rimbalzi   | 7 Ntikoudīs        |
| Henrik Dettmann | Allenatori | Kōstas Petropoulos |

## Fase a eliminazione diretta

### Tabellone principale
|  | Quarti di finale            | Quarti di finale            |                             |        | Semifinali                | Semifinali                |  |  | Finale                      | Finale |
|  |                             |                             |                             |        |                           |                           |  |  |                             |        |
|  | 5 settembre 2001 - Istanbul |                             |                             |        |                           |                           |  |  |                             |        |
|  |                             |                             |                             |        |                           |                           |  |  |                             |        |
|  | Turchia                     | 87                          |                             |        |                           |                           |  |  |                             |        |
|  | Turchia                     | 87                          | 8 settembre 2001 - Istanbul |        |                           |                           |  |  |                             |        |
|  | Croazia                     | 85                          |                             |        |                           |                           |  |  |                             |        |
|  | Croazia                     | 85                          | Turchia                     | 79     |                           |                           |  |  |                             |        |
|  | 5 settembre 2001 - Istanbul |                             | Turchia                     | 79     |                           |                           |  |  |                             |        |
|  |                             | Germania                    | 78                          |        |                           |                           |  |  |                             |        |
|  | Francia                     | Germania                    | 78                          | 77     |                           |                           |  |  |                             |        |
|  | Francia                     |                             | 9 settembre 2001 - Istanbul | 77     |                           |                           |  |  |                             |        |
|  | Germania                    | 81                          |                             |        |                           |                           |  |  |                             |        |
|  | Germania                    | 81                          | Turchia                     | 69     |                           |                           |  |  |                             |        |
|  | 6 settembre 2001 - Istanbul |                             | Turchia                     | 69     |                           |                           |  |  |                             |        |
|  |                             | Jugoslavia                  | 78                          |        |                           |                           |  |  |                             |        |
|  | Jugoslavia                  | Jugoslavia                  | 78                          | 114    |                           |                           |  |  |                             |        |
|  | Jugoslavia                  | 8 settembre 2001 - Istanbul |                             | 114    |                           |                           |  |  |                             |        |
|  | Lettonia                    | 78                          |                             |        |                           |                           |  |  |                             |        |
|  | Lettonia                    | 78                          | Jugoslavia                  | 78     | Finale per il terzo posto | Finale per il terzo posto |  |  |                             |        |
|  | 6 settembre 2001 - Istanbul |                             | Jugoslavia                  | 78     | Finale per il terzo posto | Finale per il terzo posto |  |  |                             |        |
|  |                             | Spagna                      | 65                          |        |                           |                           |  |  |                             |        |
|  | Russia                      | Spagna                      | 65                          | 55     | Germania                  | 90                        |  |  |                             |        |
|  | Russia                      |                             |                             | 55     | Germania                  | 90                        |  |  |                             |        |
|  | Spagna                      | 62                          |                             | Spagna | 99                        |                           |  |  |                             |        |
|  | Spagna                      | 62                          |                             |        | 99                        |                           |  |  |                             |        |
|  |                             |                             |                             |        |                           |                           |  |  | 9 settembre 2001 - Istanbul |        |
|  |                             |                             |                             |        |                           |                           |  |  |                             |        |

### Tabellone 5º-8º posto
|  | Semifinali | Semifinali | Semifinali |        |         | Finale 5º/6º posto | Finale 5º/6º posto | Finale 5º/6º posto |  |
|  |            |            |            |        |         |                    |                    |                    |  |
|  | Francia    | Francia    | 90         |        |         |                    |                    |                    |  |
|  | Francia    | Francia    | 90         |        |         |                    |                    |                    |  |
|  | Croazia    | Croazia    | 79         |        |         |                    |                    |                    |  |
|  | Croazia    | Croazia    | 79         |        | Francia | Francia            | 73                 |                    |  |
|  |            |            |            |        | Francia | Francia            | 73                 |                    |  |
|  |            |            | Russia     | Russia | 78      |                    |                    |                    |  |
|  | Lettonia   | Lettonia   | Russia     | Russia | 78      | 81                 |                    |                    |  |
|  | Lettonia   | Lettonia   |            |        |         | 81                 |                    |                    |  |
|  | Russia     | Russia     | 99         |        |         | Finale 7º/8º posto | Finale 7º/8º posto | Finale 7º/8º posto |  |
|  | Russia     | Russia     | 99         |        |         |                    |                    |                    |  |
|  |            |            |            |        |         |                    |                    |                    |  |
|  |            |            |            |        |         | Croazia            | Croazia            | 93                 |  |
|  |            |            |            |        |         | Croazia            | Croazia            | 93                 |  |
|  |            |            |            |        |         | Lettonia           | Lettonia           | 91                 |  |

### Risultati

#### Quarti di finale
| Arbitri: | Pascal Dorizon Carl Jungebrand |

|                     |            |                |
| Türkcan 20          | Punti      | 28 Giriček     |
| Erdenay, Türkoğlu 4 | Assist     | 6 Mulaomerović |
| Türkcan 14          | Rimbalzi   | 8 Vujčić       |
| Aydın Örs           | Allenatori | Aza Petrović   |

| Arbitri: | Iztok Rems Philippe Leemann |

|                  |            |                 |
| Foirest 23       | Punti      | 32 Nowitzki     |
| Sciarra 7        | Assist     | 2 Garrett       |
| Bilba, Sciarra 7 | Rimbalzi   | 8 Okulaja       |
| Alain Weisz      | Allenatori | Henrik Dettmann |

| Arbitri: | Eduardo Sancha Murat Biricik |

|                   |            |                  |
| Stojaković 29     | Punti      | 18 Ļaksa         |
| Drobnjak, Jarić 6 | Assist     | 7 Štelmahers     |
| Tomašević 8       | Rimbalzi   | 7 Kambala        |
| Svetislav Pešić   | Allenatori | Armands Krauliņš |

| Arbitri: | Nikolaos Pitsilkas Ilija Belošević |

|                  |            |                   |
| Čikalkin 12      | Punti      | 13 A. Reyes       |
| E. Pašutin 3     | Assist     | 3 Rodríguez       |
| Panov 6          | Rimbalzi   | 9 Gasol, Kornegay |
| Stanislav Erëmin | Allenatori | Javier Imbroda    |

#### Semifinali 5º-8º posto
| Arbitri: | Nikolaos Pitsilkas Petr Sudek |

|             |            |                         |
| Parker 19   | Punti      | 16 Mulaomerović         |
| Parker 4    | Assist     | 4 Mulaomerović, Prkačin |
| Evtimov 8   | Rimbalzi   | 7 Mamić                 |
| Alain Weisz | Allenatori | Aza Petrović            |

| Arbitri: | Philippe Leemann Dubravko Muhvić |

|                          |            |                  |
| Kambala 16               | Punti      | 21 Kirilenko     |
| Miglinieks, Štelmahers 6 | Assist     | 6 E. Pašutin     |
| Cipruss 9                | Rimbalzi   | 13 Kirilenko     |
| Armands Krauliņš         | Allenatori | Stanislav Erëmin |

#### Semifinali
| Arbitri: | Iztok Rems Eduardo Sancha |

|                                                 |            |                 |
| Nowitzki 22                                     | Punti      | 24 Kutluay      |
| Demirel, Femerling, Garris, Nowitzki, Okulaja 2 | Assist     | 8 Türkoğlu      |
| Okulaja 17                                      | Rimbalzi   | 13 Beşok        |
| Aydın Örs                                       | Allenatori | Henrik Dettmann |

| Arbitri: | Pascal Dorizon Murat Biricik |

|                             |            |                 |
| Stojaković 30               | Punti      | 22 Gasol        |
| Jarić 4                     | Assist     | 2 Angulo, López |
| Bodiroga, Drobnjak, Jarić 5 | Rimbalzi   | 11 Gasol        |
| Svetislav Pešić             | Allenatori | Javier Imbroda  |

#### Finale 7º-8º posto
| Arbitri: | Murat Biricik Philippe Leemann |

|                                 |            |                  |
| Mršić, Mulaomerović, Prkačin 17 | Punti      | 32 Kambala       |
| Giriček, Mršić 3                | Assist     | 11 Miglinieks    |
| Tabak 10                        | Rimbalzi   | 12 Kambala       |
| Aza Petrović                    | Allenatori | Armands Krauliņš |

#### Finale 5º-6º posto
| Arbitri: | Iztok Rems Ilija Belošević |

|             |            |                  |
| Parker 17   | Punti      | 22 Kirilenko     |
| Sciarra 4   | Assist     | 5 Panov          |
| Bilba 7     | Rimbalzi   | 11 Kirilenko     |
| Alain Weisz | Allenatori | Stanislav Erëmin |

#### Finale 3º-4º posto
| Arbitri: | Nikolaos Pitsilkas Petr Sudek |

|                 |            |                |
| Nowitzki 43     | Punti      | 31 Gasol       |
| Nowitzki 3      | Assist     | 5 Navarro      |
| Nowitzki 15     | Rimbalzi   | 10 Gasol       |
| Henrik Dettmann | Allenatori | Javier Imbroda |

#### Finale
| Arbitri: | Eduardo Sancha Carl Jungebrand |

|            |            |                       |
| Kutluay 16 | Punti      | 19 Šćepanović         |
| Türkoğlu 3 | Assist     | 3 Tomašević           |
| Beşok 9    | Rimbalzi   | 7 Bodiroga, Tomašević |
| Aydın Örs  | Allenatori | Svetislav Pešić       |

| Quintetto titolare | Quintetto titolare | Quintetto titolare | Pt   | Rim  | Ass  |
| ------------------ | ------------------ | ------------------ | ---- | ---- | ---- |
| PG                 | 4                  | Kerem Tunçeri      | 0    | 0    | 1    |
| G                  | 10                 | İbrahim Kutluay    | 16   | 1    | 2    |
| A                  | 5                  | Hidayet Türkoğlu   | 13   | 5    | 3    |
| AG                 | 6                  | Mirsad Türkcan     | 8    | 8    | 1    |
| C                  | 12                 | Hüseyin Beşok      | 10   | 9    | 1    |
| Panchina:          |                    |                    |      |      |      |
| P                  | 7                  | Orhun Ene          | n.e. | n.e. | n.e. |
| C                  | 8                  | Asım Pars          | 3    | 3    | 0    |
| AP                 | 9                  | Harun Erdenay      | 13   | 2    | 2    |
| C                  | 11                 | Kaya Peker         | n.e. | n.e. | n.e. |
| AC                 | 13                 | Mehmet Okur        | 6    | 4    | 0    |
| AP                 | 14                 | Haluk Yıldırım     | 0    | 1    | 1    |
| G                  | 15                 | Ömer Onan          | n.e. | n.e. | n.e. |
| Allenatore:        |                    |                    |      |      |      |
| Aydın Örs          |                    |                    |      |      |      |

| Turchia |  | Jugoslavia |

| Turchia       | Statistiche        | Jugoslavia    |
| ------------- | ------------------ | ------------- |
|               | Statistiche        |               |
| 19/38 (50.0%) | Tiro da 2          | 26/42 (61.9%) |
| 5/19 (26.3%)  | Tiro da 3          | 26/42 (19.0%) |
| 16/18 (88.9%) | Tiri liberi        | 14/23 (60.9%) |
| 9             | Rimbalzi offensivi | 11            |
| 24            | Rimbalzi difensivi | 21            |
| 33            | Rimbalzi totali    | 32            |
| 11            | Assist             | 10            |
| 11            | Palle perse        | 6             |
| 5             | Palle rubate       | 6             |
| 2             | Stoppate           | 0             |
| 24            | Falli              | 19            |

| Quintetto titolare | Quintetto titolare | Quintetto titolare | Pt   | Rim  | Ass  |
| ------------------ | ------------------ | ------------------ | ---- | ---- | ---- |
| PG                 | 10                 | Marko Jarić        | 0    | 3    | 1    |
| AP                 | 8                  | Predrag Stojaković | 15   | 5    | 2    |
| A                  | 15                 | Milan Gurović      | 11   | 1    | 0    |
| C                  | 11                 | Predrag Drobnjak   | 0    | 6    | 2    |
| C                  | 14                 | Dejan Tomašević    | 10   | 7    | 3    |
| Panchina:          |                    |                    |      |      |      |
| AP                 | 4                  | Dejan Bodiroga     | 18   | 7    | 0    |
| GA                 | 5                  | Veselin Petrović   | n.e. | n.e. | n.e. |
| PG                 | 6                  | Saša Obradović     | 3    | 2    | 0    |
| G                  | 7                  | Igor Rakočević     | n.e. | n.e. | n.e. |
| GA                 | 9                  | Vlado Šćepanović   | 19   | 0    | 1    |
| C                  | 12                 | Dragan Tarlać      | 2    | 1    | 0    |
| AC                 | 13                 | Dejan Milojević    | n.e. | n.e. | n.e. |
| Allenatore:        |                    |                    |      |      |      |
| Svetislav Pešić    |                    |                    |      |      |      |

## Classifica finale
| Campione d'Europa | Campione d'Europa    | Campione d'Europa |
| --- | -------------------- | --- |
| Jugoslavia4 Bodiroga, 5 Petrović, 6 Obradović, 7 Rakočević, 8 Stojaković, 9 Šćepanović, 10 Jarić, 11 Drobnjak, 12 Tarlać, 13 Milojević, 14 Tomašević, 15 Gurović, All. Svetislav Pešić |                      | |
| Argento | Turchia              | Turchia4 Tunçeri, 5 Türkoğlu, 6 Türkcan, 7 Ene, 8 Pars, 9 Erdenay, 10 Kutluay, 11 Peker, 12 Beşok, 13 Okur, 14 Yıldırım, 15 Onan, All. Aydın Örs                                                     |
| Bronzo | Spagna               | Spagna4 Gasol, 5 Kornegay, 6 Vázquez, 7 Navarro, 8 Rodríguez, 9 F. Reyes, 10 Jiménez, 11 Angulo, 12 Paraíso, 13 López, 14 A. Reyes, 15 Garbajosa, All. Javier Imbroda                                |
| 4. | Germania             | Germania4 Demirel, 5 Okulaja, 6 Garrett, 7 Pešić, 8 Garris, 9 Tomic, 10 Willoughby, 11 Papic, 12 Arigbabu, 13 Femerling, 14 Nowitzki, 15 Bradley, All. Henrik Dettmann                               |
| 5. | Russia               | Russia4 Judin, 5 Bašminov, 6 Panov, 7 Kudelin, 8 Čikalkin, 9 Morgunov, 10 E. Pašutin, 11 Z. Pašutin, 12 Miloserdov, 13 Kirilenko, 14 Savrasenko, 15 Samojlenko, All. Stanislav Erëmin                |
| 6. | Francia              | Francia4 Micoud, 5 Sciarra, 6 Parker, 7 Foirest, 8 Digbeu, 9 Dioumassi, 10 Risacher, 11 Evtimov, 12 Julian, 13 Palmer, 14 Bilba, 15 Weis, All. Alain Weisz                                           |
| 7. | Croazia              | Croazia4 Mulaomerović, 5 Vranković, 6 Sesar, 7 Mršić, 8 Prkačin, 9 Krstić, 10 Giriček, 11 Kovačić, 12 Skelin, 13 Mamić, 14 Vujčić, 15 Tabak, All. Aza Petrović                                       |
| 8. | Lettonia             | Lettonia4 Helmanis, 5 Vītols, 6 Cipruss, 7 Štelmahers, 8 Valeiko, 9 Ļaksa, 10 Valters, 11 Miglinieks, 12 Bagatskis, 13 Grafs, 14 Kambala, 15 Vecvagars, All. Armands Krauliņš                        |
| 9. | Grecia               | Grecia4 Kalaitzīs, 5 Chatzīvrettas, 6 Papaloukas, 7 Papanikolaou, 8 Sigalas, 9 Fōtsīs, 10 Alvertīs, 11 Ntikoudīs, 12 Kakiouzīs, 13 Papadopoulos, 14 Rentzias, 15 Giannoulīs, All. Kōstas Petropoulos |
| 10. | Israele              | Israele4 Sheinfeld, 5 Gordon, 6 Sharp, 7 Turgeman, 8 Lubin, 9 Kozikaro, 10 Nissim, 11 Tapiro, 12 Saffar, 13 Peleg, 14 Green, 15 Mizrahi, All. Muli Katzurin                                          |
| 11. | Italia               | Italia4 Radulović, 5 Basile, 6 Galanda, 7 Fučka, 8 Marconato, 9 De Pol, 10 Pecile, 11 Meneghin, 12 Righetti, 13 Mian, 14 Chiacig, 15 Camata, All. Bogdan Tanjević                                    |
| 12. | Lituania             | Lituania4 Jasikevičius, 5 M. Žukauskas, 6 Timinskas, 7 Štombergas, 8 Šiškauskas, 9 Songaila, 10 Kaukėnas, 11 E. Žukauskas, 12 Javtokas, 13 Slanina, 14 Einikis, 15 Jurkūnas, All. Jonas Kazlauskas   |
| Eliminate nella fase a gironi |                      | |
| 13. | Bosnia ed Erzegovina | Bosnia ed Erzegovina4 Marković, 5 Firić, 6 Terzić, 7 Lerić, 8 Opačak, 9 Hukić, 10 Kovačević, 11 Krasić, 12 Mršić, 13 Suljanović, 14 Ovčina, 15 Mujezinović, All. Sabit Hadžić                        |
| 14. | Estonia              | Estonia4 Tein, 5 Varblane, 6 Kandimaa, 7 Kriisa, 8 Metstak, 9 Pärn, 10 Rumma, 11 Kikerpill, 12 Noormets, 13 Müürsepp, 14 Liivak, 15 Pehka, All. Üllar Kerde                                          |
| 15. | Slovenia             | Slovenia4 Udrih, 5 Lakovič, 6 Gorenc, 7 Bečirovič, 8 Kraljevič, 9 Smodiš, 10 Tušek, 11 Jagodnik, 12 Milič, 13 Jurković, 14 McDonald, 15 Nesterovič, All. Boris Zrinski                               |
| 16. | Ucraina              | Ucraina4 Lebedjev, 5 Pudzyrej, 6 Kobzystyj, 7 Balašov, 8 Jevstratenko, 9 Liščuk, 10 Chrjapa, 11 Okuns'kyj, 12 Markov, 13 Korabl'ov, 14 Rajevs'kyj, 15 Ryžov, All. Hennadij Zaščuk                    |

## Statistiche
Dati aggiornati al 9 settembre 2001, fine della manifestazione

### Individuali
Punti
| Pos. | Nome               | PPG  |
| ---- | ------------------ | ---- |
| 1    | Dirk Nowitzki      | 28,7 |
| 2    | Predrag Stojaković | 23,0 |
| 3    | İbrahim Kutluay    | 21,7 |
| 4    | Andrej Kirilenko   | 19,2 |
| 5    | Kaspars Kambala    | 19,0 |

Rimbalzi
| Pos. | Nome             | RPG |
| ---- | ---------------- | --- |
| 1    | Pau Gasol        | 9,7 |
| 2    | Hüseyin Beşok    | 9,2 |
| 3    | Dirk Nowitzki    | 9,1 |
| 4    | Kaspars Kambala  | 9,0 |
| 5    | Andrej Kirilenko | 8,7 |

Assist
| Pos. | Nome                 | APG |
| ---- | -------------------- | --- |
| 1    | Raimonds Miglinieks  | 7,3 |
| 2    | Laurent Sciarra      | 5,3 |
| 3    | Theodōros Papaloukas | 5,0 |
| 4    | Šarūnas Jasikevičius | 4,8 |
| 4    | Andrea Meneghin      | 4,8 |

Palle rubate
| Pos. | Nome               | SPG |
| ---- | ------------------ | --- |
| 1    | Ramūnas Šiškauskas | 3,5 |
| 2    | Marko Jarić        | 2,8 |
| 2    | Andrej Kirilenko   | 2,8 |
| 4    | Sergej Panov       | 2,7 |
| 5    | Gianluca Basile    | 2,3 |

Stoppate
| Pos. | Nome             | BPG |
| ---- | ---------------- | --- |
| 1    | Andrej Kirilenko | 2,8 |
| 2    | Mehmet Okur      | 2,2 |
| 3    | Pau Gasol        | 2,1 |
| 4    | Mirsad Türkcan   | 1,2 |
| 5    | Dirk Nowitzki    | 1,0 |

### Squadra
Punti
| Pos. | Nome       | PPG  |
| ---- | ---------- | ---- |
| 1    | Jugoslavia | 91,5 |
| 2    | Lettonia   | 86,0 |
| 3    | Grecia     | 85,0 |
| 4    | Germania   | 84,6 |
| 5    | Spagna     | 81,0 |

Rimbalzi
| Pos. | Nome     | RPG  |
| ---- | -------- | ---- |
| 1    | Croazia  | 36,3 |
| 2    | Slovenia | 36,0 |
| 3    | Germania | 34,4 |
| 4    | Russia   | 33,7 |
| 4    | Turchia  | 33,7 |

Assist
| Pos. | Nome       | APG  |
| ---- | ---------- | ---- |
| 1    | Jugoslavia | 17,2 |
| 2    | Lettonia   | 16,7 |
| 3    | Russia     | 16,3 |
| 4    | Grecia     | 14,5 |
| 4    | Italia     | 14,5 |

Palle rubate
| Pos. | Nome       | SPG  |
| ---- | ---------- | ---- |
| 1    | Israele    | 12,3 |
| 2    | Jugoslavia | 12,0 |
| 3    | Russia     | 11,0 |
| 4    | Italia     | 10,5 |
| 5    | Lituania   | 9,8  |

Stoppate
| Pos. | Nome     | BPG |
| ---- | -------- | --- |
| 1    | Russia   | 4,7 |
| 2    | Turchia  | 3,8 |
| 3    | Spagna   | 2,7 |
| 4    | Grecia   | 2,5 |
| 5    | Lituania | 2,2 |

## Premi individuali

### MVP del torneo
- Predrag Stojaković

### Miglior quintetto del torneo
| Ruolo             | Giocatore          | Nazione    |
| ----------------- | ------------------ | ---------- |
| Playmaker         | Damir Mulaomerović | Croazia    |
| Guardia tiratrice | Predrag Stojaković | Jugoslavia |
| Ala piccola       | Hidayet Türkoğlu   | Turchia    |
| Ala grande        | Dirk Nowitzki      | Germania   |
| Centro            | Pau Gasol          | Spagna     |